# Карл Лудвиг Австрийски
Карл Лудвиг Австрийски (на немски: Karl Ludwig von Österreich; * 30 юли 1833, † 19 май 1896) е австрийски ерцхерцог, по-малък брат на австро-унгарския император Франц Йосиф.

## Живот
Карл Лудвиг е роден на 30 юли 1833 г. в двореца Шьонбрун, Виена, като Карл Лудвиг Йозеф Мария фон Хабсбург-Лотарингия, ерцхерцог Австрийски. Той е трети син на австрийския ерцхерцог Франц Карл и на принцеса София Баварска. Негови по-големи братя са австро-унгарският император Франц Йосиф и злополучният мексикански император Максимилиан I.
След мистериозната смърт на племенника му – австрийския кронпринц Рудолф, Карл Лудвиг се оказва престолонаследник на Австро-Унгария – привилегия, от която Карл Лудвиг се отрича няколко дни по-късно в полза на сина си Франц Фердинанд. Впрочем отказът на Карл Лудвиг от престолонаследието нямал никаква юридическа стойност, тъй като според автро-унгарските закони от престола можело да се отрече единствено царстващият император, когато абдикира, или престолонаследникът – когато трябва да приеме короната.
По време на една обиколка из Египет и Палестина Карл Лудвиг пие вода от река Йордан и заболява от коремен тиф. Умира във Виена на 19 май 1896 г.

## Фамилия
Карл Лудвиг се жени три пъти.
Първи брак: през 1856 г. с принцеса Маргарита Саксонска (1840 – 1858), дъщеря на саксонския крал Йохан. От този брак ерцхерцогът няма деца, а съпругата му умира две години след сватбата.
Втори брак: през 1862 г. с принцеса Мария-Анунциата Бурбон-Сицилианска (1843 – 1871), дъщеря на краля на Двете Сицилии Фердинанд II Карл. От този брак се раждат четири деца:
- Франц Фердинанд (1863 – 1914);
- Ото Франц Йозеф (1856 – 1905), баща на император Карл I
- Фердинанд Карл (1868 – 1915)
- Маргарета София (1870 – 1902), омъжена 1893 за херцог Албрехт фон Вюртемберг

Трети брак: през 1873 г. с португалската инфанта Мария-Тереза де Браганса (1855 – 1944), дъщеря на португалския крал Мигел I. От третия си брак Карл Лудвиг има две деца:
- Мария-Анунциата (1876 – 1961), абатеса в Прага
- Елизабет-Амалия (1878 – 1960), омъжена 1903 за принц Алоис фон Лихтенщайн (1869 – 1955)